# Agnostic Front
Agnostic Front (häufig nur „AF“ genannt) ist eine US-amerikanische Hardcore-Punk-Band, die in den frühen 1980er-Jahren vom Gitarristen Vinnie Stigma gegründet wurde. Neben Stigma gehört zum beständigeren Teil der Besetzung Sänger Roger Miret. Die Band gehört zu den ältesten Hardcore-Punk-Gruppen, die heute noch aktiv sind. Sie war prägend für die Musikstile New York Hardcore, Crossover und Metalcore. Die Gruppe löste sich 1993 auf und formierte sich 1998 neu.

## Bandgeschichte

### 1982–1989
Agnostic Front wurde 1982 in New York von Vinnie Stigma (Gitarre) gegründet. Unterstützt wurde er von Sänger John Watson, Bassist Diego Casalins und Schlagzeuger Rob Krekus. Der Name „Agnostic Front“ entstand, da Vinnie Stigma das Wort „agnostic“ (engl. für agnostisch) gefiel; er setzte ein „front“ dahinter um eine Art Bewegung (ein „Movement“) darzustellen. Großes Vorbild war die Better-Youth-Organisation der Band Youth Brigade, die versuchten mit Hilfe von Do-it-yourself-Ethik und der Unterstützung befreundeter Bands eine subkulturelle Punkszene in Kalifornien zu etablieren. Stigma verwendete den Namen „Agnostic Front“ zuerst für ein Fanzine. Eine tiefere Bedeutung hat der Name jedoch nicht. Die ersten Konzerte im Großraum New York endeten meist in wüsten Schlägereien. Diese frühe Phase hatte noch Projektcharakter, so dass sich keine stabile Besetzung einstellte. John Watson stieg recht früh aus. Nach einigen Versuchen mit den Sängern Jimmy „the Mad Russian“ und Keith Kabula stieg Roger Miret ein, der bereits bei diversen Punk- und Oi!-Bands mitgewirkt hatte. Ab diesem Zeitpunkt kristallisierte sich ein beständiges Line-up mit Vinnie Stigma, Adam Moochie am Bass und Raymond „Raybeez“ Barbieri am Schlagzeug heraus und die Gruppe verlor ihren Projektcharakter. Nach diversen Konzerten mit Minor Threat, Negative Approach und Iron Cross spielte die Band ihre erste 7″-Single United Blood ein. Zwei Lieder stammten von Roger Mirets früherer Band, den Psychos. Die kurze Hardcore-LP mit 10 Stücken, die noch voller Spielfehler waren, machte Agnostic Front bereits über die Grenzen New Yorks bekannt. Heute gilt die auf 500 Stück limitierte 7″ des Labels Rat Cage Records als rares und gesuchtes Sammlerstück.
Anfangs agierte die Gruppe, mit Ausnahme des langhaarigen Miret, als Skinhead-Band mit Springerstiefeln und Tarnhosen. Ebenso waren britische Oi!-Bands wie The Business, Blitz und Angelic Upstarts eine große Inspirationsquelle. Dazu kamen noch frühe US-Hardcorebands wie Circle Jerks, SS Decontrol, Minor Threat und Negative Approach. Victim in Pain, das Debütalbum der Band aus dem Jahr 1984 stellte den Prototyp des New York Hardcores dar. Im Vergleich zur Debütsingle waren die Stücke ausgefeilter, boten jedoch den gleichen schnellen und direkten Hardcore. Nach dessen Veröffentlichung traten erste Probleme im Line-up zu Tage. Bei den Aufnahmen zum Nachfolger musste fast die komplette Band ausgewechselt werden. Rob Kabula fungierte als Bassist und Alex Kinon als zweiter Gitarrist. Dies wurde nötig, da Stigma kein besonders virtuoser Gitarrist war und Probleme damit hatte, den Rhythmus zu halten. Barbieri hatte die Gruppe verlassen, um sich voll auf Warzone zu konzentrieren. Für das Schlagzeug hatte man als Sessiondrummer Louie Beato von der befreundeten Band Carnivore gewonnen. Roger Miret war nach internen Streitigkeiten mit Stigma für drei Monate ausgestiegen und stieß erst zu Beginn der Aufnahmen wieder zur Gruppe.
Nach dem großen Erfolg des Thrash Metals in den USA setzte auch bei Agnostic Front eine Hinwendung zu Metalelementen ein. In dieser frühen Phase beeinflussten sich Bands wie Anthrax, Overkill und Nuclear Assault und Gruppen wie Agnostic Front, Cro-Mags und Warzone gegenseitig. So vermischten sich die Stile zum Teil. Es entstanden zudem Crossover-Gruppen wie S.O.D. und Corrosion of Conformity (C.O.C.). Das Nachfolgealbum Cause for Alarm von 1986 trägt zu dieser Entwicklung bei, befinden sich doch auf dem Album einige Stücke, die vom amerikanischen Speed- und Thrash Metal beeinflusst wurden. Das Album löste einige Kontroversen aus, insbesondere wegen des Liedes Public Assistance. Der Song stammt aus der Feder von Peter Steele und äußerte sich negativ über das amerikanische Sozialleistungssystem. Weitere Texte des Albums stammen von Billy Milano (S.O.D. und später M.O.D.). Beide Personen wurden immer wieder der aggressiven Propagierung rechten Gedankenguts bezichtigt und insbesondere die deutliche Sprache von Public Assistance ließ auch bei Agnostic Front den Verdacht aufkommen, dass die Gruppe rechtes Gedankengut fördere:

„You birth more kids to up your checks
So you can buy more drugs (…)
Uncle Sam takes half my pay
So you can live for free“

„Ihr bringt mehr Kinder zur Welt, damit eure Schecks größer werden
damit ihr euch mehr Drogen kaufen könnt (…)
Uncle Sam nimmt mir die Hälfte meines Gehalts
 damit ihr umsonst leben könnt.“

Trotzdem verkaufte sich das Album gut und machte Agnostic Front auch in der Metal-Szene bekannt. Als fester Schlagzeuger stieg später Joe Montanero ein. Nach der ersten US-Tournee wurde Alex Kinon aus der Gruppe geworfen, da er mehr in Richtung Hair Metal gehen wollte, womit der Rest der Gruppe nicht einverstanden war. Für ihn stieg Gordon Ancis (ex-Mayhem) aus New York City ein. Es folgten weitere Auftritte mit Exodus, Slayer und Motörhead. Auch diese Besetzung hatte nur kurzen Bestand und so wurde das nächste Album mit Steve Martin (zweite Gitarre), Alan Peters (Bass) und Will Shepler (Schlagzeug) eingespielt.
1987 erschien Liberty & Justice for… und war wieder stärker am Hardcore Punk orientiert. Im Anschluss stieg mit Craig Setari (ehemals Straight Ahead) ein neuer Bassist ein. Am 21. Januar 1988 fand ein Gig im New Yorker Live-Club CBGB statt, der für das erste Livealbum Live at CBGB mitgeschnitten wurde. Es enthielt Lieder aus allen bisherigen Alben der Gruppe.

### 1990–1993

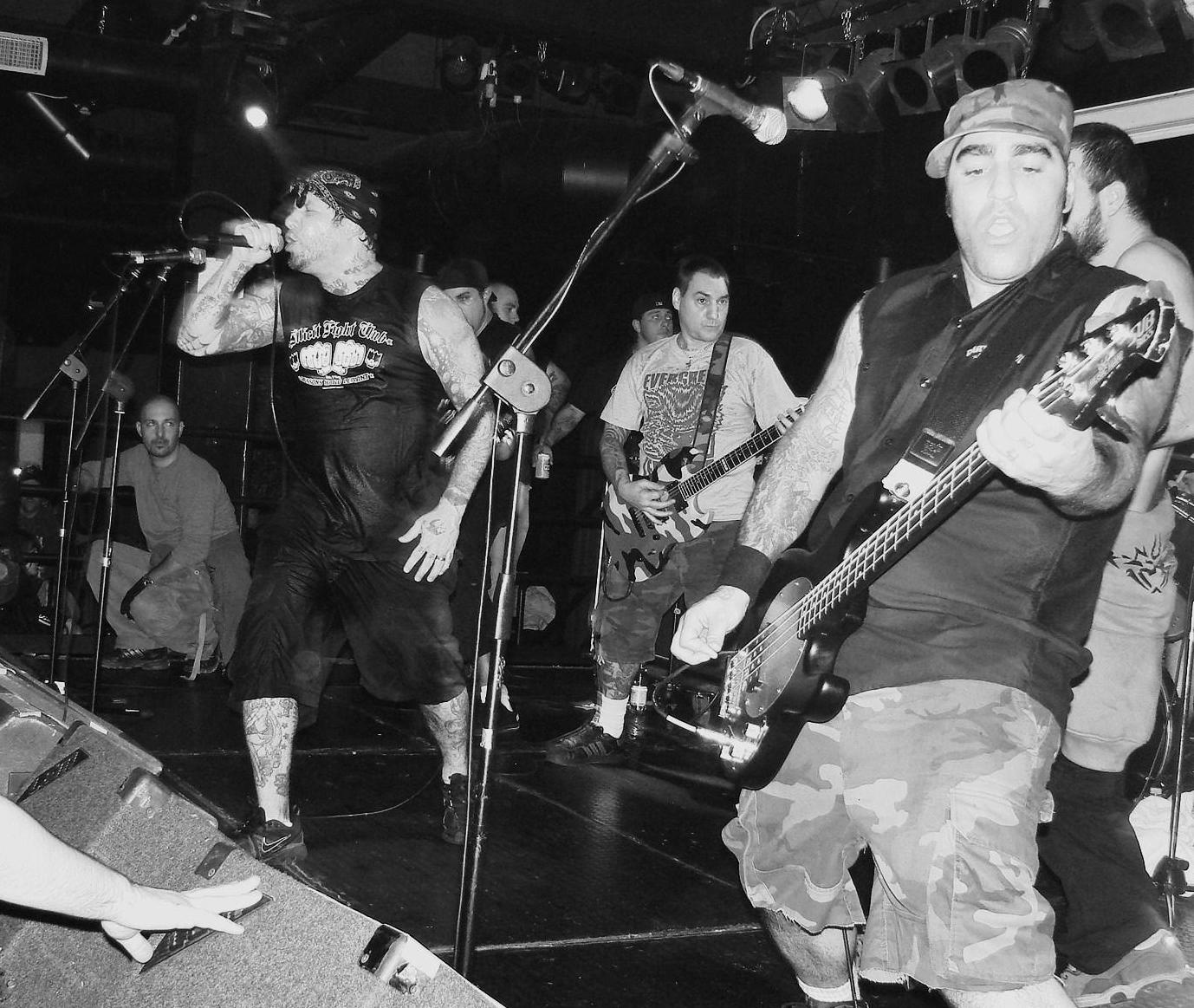
Agnostic Front live 2007

Nach der Veröffentlichung des Livealbums wurde Roger Miret wegen Drogenbesitzes festgenommen und musste eine 18-monatige Freiheitsstrafe verbüßen. Währenddessen stagnierte die Bandgeschichte. 1990 folgte die erste Europatournee. Da Miret kein gültiges Visum besaß, musste er jedoch in die USA zurückkehren. Als Ersatz sang Roadie Mike Shost den Rest der Tournee. One Voice erschien 1992 und war das erste Studioalbum seit fünf Jahren. Auch hier hatte sich das Line-up verändert: Die Gitarre bediente nun Matt Henderson, der auch Mitglied der Band Madball war. Das Album floppte, die Band konnte von der gerade grassierenden Crossover-Welle um Biohazard nicht profitieren und hatte einen Großteil ihrer Anhängerschaft verloren. Eine Bootleg-7″ mit alten Demoaufnahmen sorgte für Aufsehen, da auf der Split-Seite Material der RAC-Band White Devil enthalten war. Obwohl die Gruppe mit der Veröffentlichung nichts zu tun hatte, musste Agnostic Front sich in Interviews erklären.
Nach einer weiteren Europa-Tournee, diesmal mit dem Original-Sänger, machten sich interne Spannungen zwischen Miret und Stigma bemerkbar. Die beiden verband seit den frühen 1980ern eine Art Hassliebe, die immer wieder eskalierte. Zudem hatten beide Familien gegründet und ihren Fokus auf andere Dinge ausgerichtet. Das letzte Konzert fand am 20. Dezember 1992 im CBGBs statt und wurde mit der Live-CD Last Warnings (1993 auf Roadrunner Records) dokumentiert. Miret gründete mit seiner Ehefrau Denise Miret die Gruppe Lady Luck, die zwei Alben veröffentlichte (A New Beginning, 1997 und Life in Between, 2000) und auch heute noch besteht. Stigma hatte bereits 1988, zusammen mit Mirets Bruder Freddy Cricien, Madball gegründet und konzentrierte sich bis 1994 auf diese Gruppe. Anschließend zog er sich ins Privatleben zurück.

### Reunion 1998 bis heute

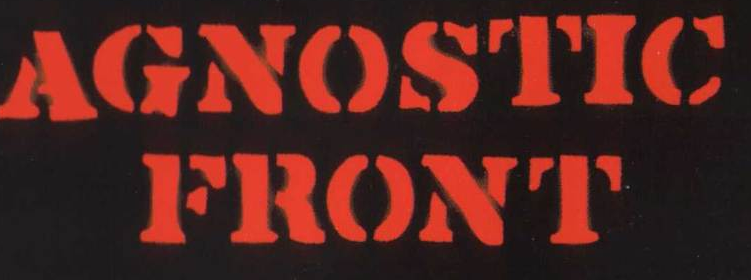
Logo auf Riot, Riot, Upstart (1999)

Im Jahr 1998 waren Miret und Stigma zu Gast bei einem Auftritt von Madball, im Verlauf dessen Cricien die beiden auf die Bühne rief, um ein Stück von Agnostic Front zu spielen. Daraus entstand die Idee einer Reunion für eine Single. Schon nach kurzer Zeit hatten die beiden mit Unterstützung von Jim Colletti (Schlagzeug) und dem ehemaligen Mitstreiter Rob Kabula am Bass jedoch ein komplettes Album geschrieben. Something’s Gotta Give erschien 1998 über Epitaph Records und wurde von Billy Milano produziert. Es ist dem verstorbenen Schlagzeuger und Warzone-Sänger Raymond „Raybeez“ Barbieri gewidmet. Das Album zeigt deutlich die Oi!-Einflüsse der Gruppe und ist am Streetpunk orientiert. 1999 schob die Gruppe das Album Riot, Riot, Upstart nach, das musikalisch ähnlich ausgerichtet ist. Mit Lars Frederiksen von Rancid ist auch ein bekannter Gastmusiker des Epitaph-Labels auf dem Album vertreten.
Mike Gallo stieg 2001 als neuer Bassist ein und man veröffentlichte Dead Yuppies, welches allerdings keine neuen Impulse setzen konnte. Das Album wurde kurz nach den Terroranschlägen vom 11. September 2001 veröffentlicht. Das Cover zeigt den einer weißen Polizeizeichnung nachempfundenen Umriss einer am Boden liegenden Person, die durch den stilisierten Aktenkoffer als Yuppie zu erkennen ist. Epitaph Records machte auf Grund des provokanten Titels und Covers kaum Promotion für das Album. Man entschloss sich daher, getrennte Wege zu gehen. Im selben Jahr erschien eine Split-CD mit den niederländischen Discipline auf dem deutschen Label Knock Out Records. Das Album enthält einen Gig der beiden Bands in Belgien.
2005 erschien Another Voice, wieder mit Matt Henderson an der Gitarre. Das Album wurde zunächst aufgenommen, ohne eine Plattenfirma im Hintergrund zu haben. Musikalisch knüpft es an One Voice an, daher auch der ähnliche Titel. Das Album fiel sehr viel härter als der Vorgänger aus, was zum Teil auch daran lag, dass Miret seine Punk-Vorliebe mittlerweile mit der Gruppe Roger Miret and the Disasters auslebte. Es wurde von Jamey Jasta produziert, dem Sänger von Hatebreed. Mit Nuclear Blast hatte man eine neue Plattenfirma gefunden, auf der auch die folgenden Werke erschienen. Miret schätzt an dem deutschen Independent-Label die fast familiäre Atmosphäre. 2006 wurde ein neues Livealbum unter dem Titel Live at CBGB als DualDisc veröffentlicht. Das Album war, trotz des gleichen Titels, keine Neuauflage des 1989er-Livealbums, sondern sollte die neue Besetzung vorstellen. Das Album Warriors erschien 2007. Neben Miret und Stigma spielten Joseph James (Gitarre), Mike Gallo (Bass) und Steve Gallo (Schlagzeug). 2009 stieg mit Pokey Mo (ex-Leeway) ein neuer Schlagzeuger ein. Für 2009 wurde eine US-, eine Europa- und eine Südamerika-Tournee durchgeführt. 2011 erschien mit My Life My Way ein neues Studioalbum der Band. 2014 wurde Gitarrist Joseph James durch Craig Silverman ersetzt, der zusätzlich weiter in seiner alten Band Slapshot spielte.

## Stil

### Musik

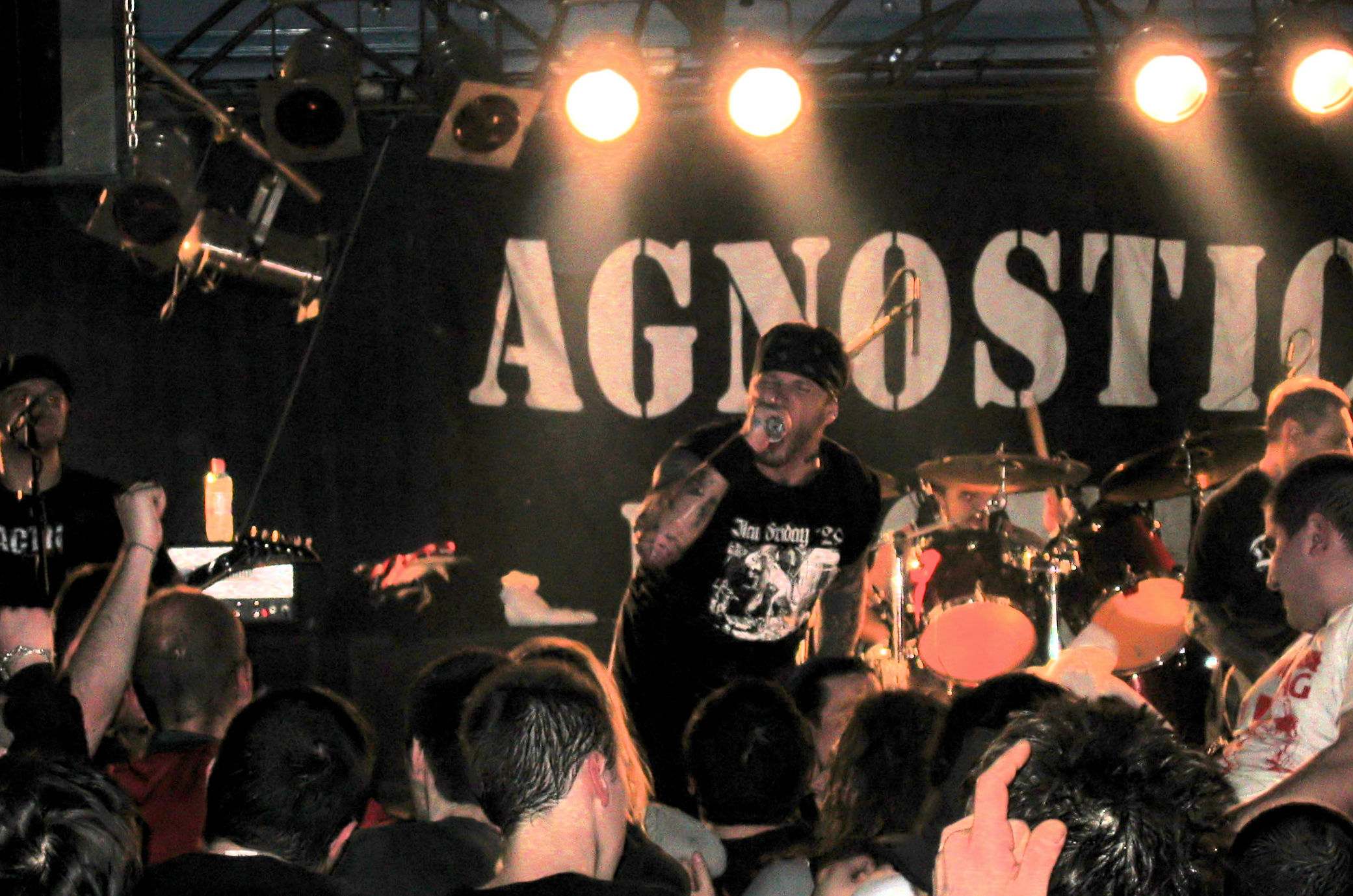
Agnostic Front live 2005

Agnostic Front spielen vom Oi! geprägten Hardcore Punk. Zusammen mit den Cro-Mags gelten sie als Begründer des New York Hardcore. In den 1980ern traten vermehrt Metal-Elemente aus dem Thrash Metal und dem Speed Metal hinzu. Insbesondere der Gesang wurde viel höher eingesungen, die Gitarrenriffs wurden etwas melodiöser und auch kurze Solopassagen fanden Eingang in die Musik. Nach Cause for Alarm wurden diese Elemente schrittweise wieder abgebaut. In den 1990ern kehrte man zum ursprünglichen Stil zurück. Nach der Reunion 1998 traten die Oi!- und Streetpunk-Elemente wieder vermehrt in den Vordergrund. Dennoch lassen sich auch heute noch Metal-Elemente in der Musik finden.
Agnostic Front bevorzugen kurze, schnell gespielte Stücke und verzichten weitestgehend auf Solopassagen. Mirets Gesang hat einen hohen Wiedererkennungswert und ist eine Kombination aus dem tiefen Gesang des britischen Oi! und dem Hardcore-typischen Shouting, die, insbesondere auf den ersten Alben, sehr bösartig klingt. Lediglich auf Cause for Alarm experimentierte er mit einer höheren, eher am Metal angelehnten Stimme. Auf manchen Alben neueren Datums verwenden Agnostic Front auch die Oi!- und Streetpunk-spezifischen Mitsingpassagen (Singalongs) aus mehreren Stimmen oder Chöre für den Refrain. Roger Miret bezeichnet den heutigen Stil als „Synthese“, der versucht die Elemente des frühen Hardcore Punk, ihres Crossoversounds Mitte der 1980er und die „Punk-Elemente der Hellcat-/Epitaph-Phase“ zu vermischen. „Also mehr Singalongs, mehr Chöre und mehr Soli in die Songs einzubauen, dabei aber die Härte von Another Voice nicht ganz aus den Augen zu verlieren.“
Im Selbstverständnis bleibt Agnostic Front, trotz der verschiedenen Einflüsse, eine Hardcore-Band. Die Öffnung zur Metal-Szene stellt aus Sicht der Bandmitglieder eine natürliche Entwicklung dar:

„When we started out, we were one of the first bands to pioneer what they called cross-over at the time, which is pretty much joining hardcore punk and the metal scene. (…) But what a person needs to understand is that it’s fairly easy to cross over, because musically both genres [are] very hard and it’s very aggressive. Lyrically is where I never could relate to some of the metal bands.“

„Als wir anfingen waren wir eine der ersten Bands, die dem Stil den Weg bahnen sollten, den sie heute Crossover nennen, was nichts anderes bedeutet als Metal und Hardcore Punk zu verbinden. Aber was man verstehen muss, ist, dass es sehr einfach ist, diese beiden Stile zu verbinden, denn musikalisch sind sie beide sehr hart und aggressiv. Nur mit den Texten einiger Metalbands konnte ich nie etwas anfangen.“

### Texte

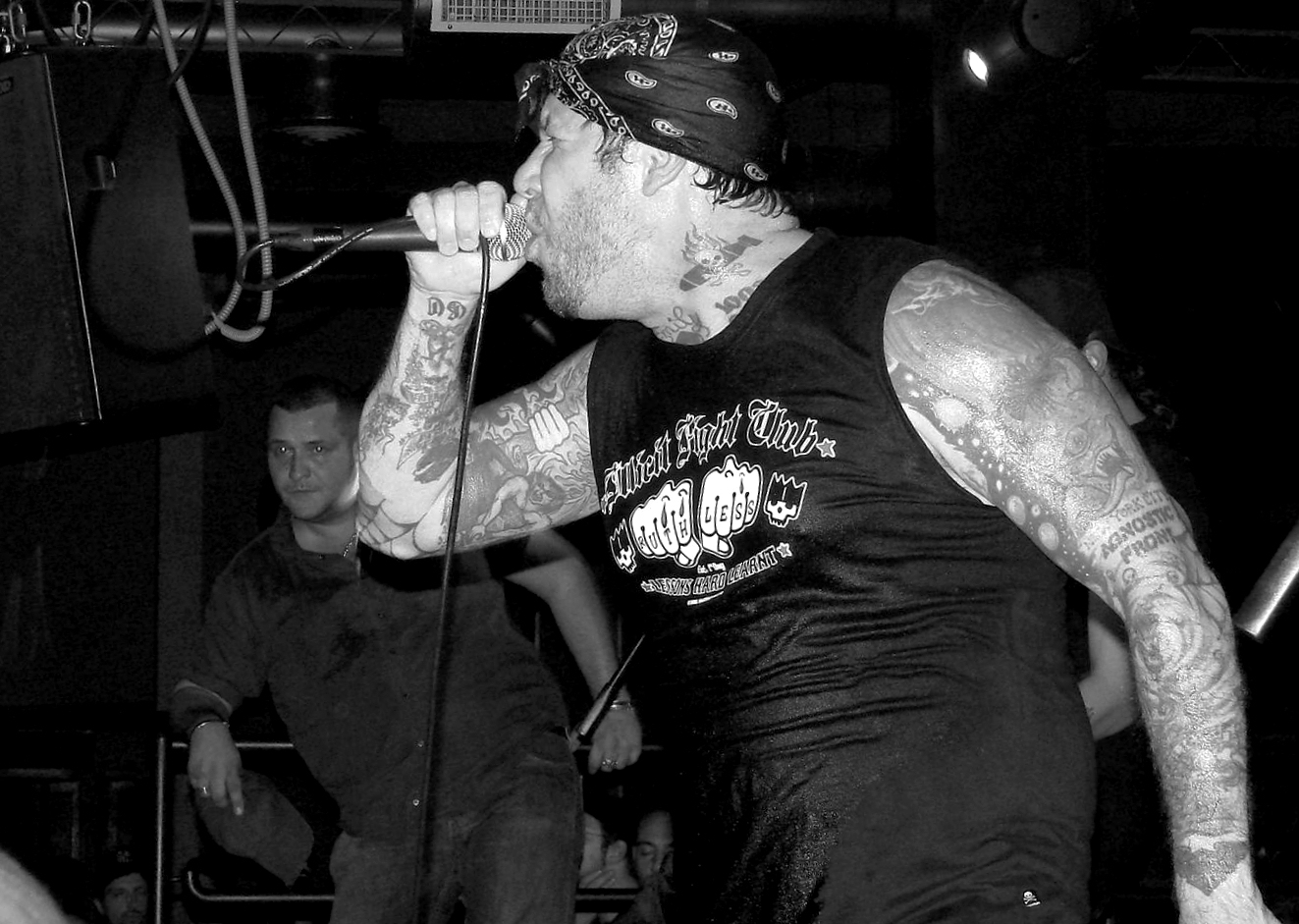
Roger Miret bei einem Konzert in Italien 2007

Die Texte von Agnostic Front haben häufig einen hohen subkulturellen Selbstbezug und verweisen auf die Hardcore-Punk-Szene. Insbesondere spiegelt sich darin der „Unity“-Gedanke wider: Man propagiert einen Schulterschluss der verschiedenen jugendkulturellen Subszenen und Gruppierungen. Dies schließt im Falle von Agnostic Front eine Vereinigung der linken bzw. unpolitischen Skinhead-Szene, der Punk- sowie der Metal-Szene ein. Auch die seit Mitte der 1980er zerstrittenen Musikszenen des Westcoast- und des Eastcoast-Hardcores sollen vereinigt werden.
Insgesamt macht der Themenbereich „Hardcore Punk“ einen Großteil der Lyrics von Agnostic Front aus. Dieser Themenbereich schließt Kritik an der Verlogenheit und dem Verrat als negatives Textelement ein. Der „Way of Life“ des Hardcore wird als Alternative zum herrschenden System dargestellt:

„Dissident towards the world
Our movement unconvinced
of what has been force fed
Confronting all those who oppose
 The Definition of how we live“

„Kritisch gegenüber der Welt
Unsere Bewegung ist unbeeindruckt
von dem, was uns eingetrichtert worden ist
Wir treten allen entgegen, die sich gegen
unsere Definition von unserer Art zu Leben stellen.“

Miret sieht Hardcore als eine Bewegung, die sein Leben bestimmt:

„Für mich ist Hardcore mehr als nur Musik. Es ist eine Bewegung. (…) Es geht darum, dass sich die Szene gegenseitig unterstützt, dass sie zusammenhält, Freundschaften pflegt. Ich sehe Hardcore als eine Art Familie, in der jeder für den anderen einsteht. Es geht um Toleranz und Gleichberechtigung. Ich persönlich glaube, dass ich Werte vertrete. (…) Die Leute, die Hardcore-Musik nur hören und sich ansonsten nicht kümmern, haben das Anliegen einfach nicht verstanden.“

Weitere lyrische Inhalte sind der Straßenkampf und das Überleben in New York City, die sehr stark vom rauen Leben in Brooklyn geprägt sind, sowie Gesellschaftskritik, insbesondere am US-amerikanischen politischen System. Miret, der für einen Großteil der Texte verantwortlich ist, verfasst die meisten seiner Lyrics vor dem Hintergrund eigener Erfahrungen und Erlebnisse. Dabei versucht er seine Wut auf die Gesellschaft und die Politik zu kanalisieren und in Worte zu fassen.
Eine Ausnahme stellen die beiden Alben Cause for Alarm und One Voice dar. Die Texte von Cause for Alarm wurden zu einem Großteil von Peter Steele verfasst und behandeln den Hass auf die Gesellschaft und ihre Werte. Sie sind, wie auch die Texte seiner damaligen Band Carnivore, sehr explizit und geizen nicht mit Vernichtungsphantasien und apokalyptischen Textstellen. Zwei Lieder (The Eliminator und Shoot His Load) behandeln die Taten eines Auftragsmörders.
Das Album One Voice dagegen ist ein Konzeptalbum, das sich mit Mirets Inhaftierung beschäftigt. Die Lieder drehen sich um den Gefangenenalltag, die Hierarchie im Gefängnis und die Schuldgefühle der Inhaftierten.
Im Gegensatz zu einem Großteil der 1980er Hardcore-Punk-Szene sind die Texte eher konservativ geprägt, statt nach links orientiert. Antifaschistische Lieder wie Fascist Attitudes (vom 1984er Victim-in-Pain-Album) hat die Gruppe auch heute noch im Live-Programm.
Ansonsten setzt sich die Band für den Tierschutz ein. So engagierte sich Miret beispielsweise in einer Kampagne der PETA gegen die Massentierhaltung der Fastfood-Kette Kentucky Fried Chicken.

## Rezeption

### Kontroverse

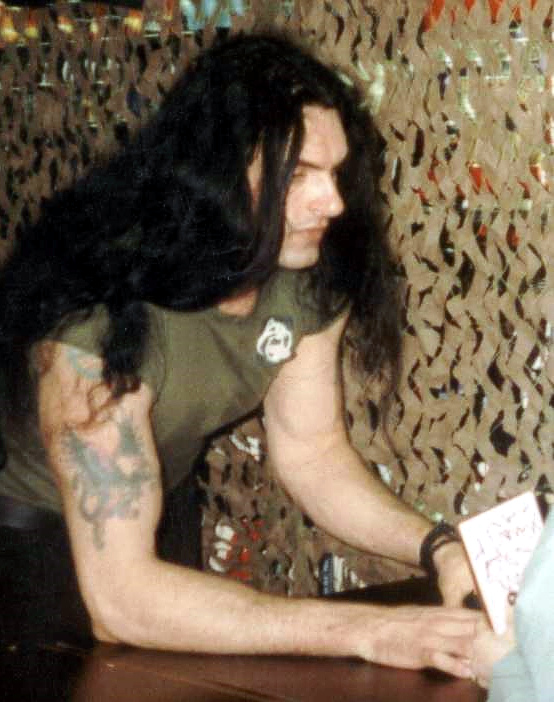
Peter Steele war verantwortlich für die kontroversen Texte von Cause for Alarm

Innerhalb der Hardcoreszene sind Agnostic Front nicht unumstritten. Ihnen wird vorgeworfen, in älteren Songs, wie in Public Assistance, eine Anti-Sozialstaats-Message zu propagieren. Der Text von Peter Steele, der später auch mit seiner eigenen Band Type O Negative einen ähnlichen Titel namens Der Untermensch publizierte, ist allerdings der einzige wirklich umstrittene der Band. Er spiegelte jedoch den Zeitgeist zahlreicher Gruppen der New Yorker Szene wider. So waren die Texte von Peter Steeles Carnivore, Billy Milanos M.O.D. sowie die frühen Texte von Biohazard ähnlich umstritten. Peter Steele äußerte sich im Jahr 2001 im Buch American Hardcore. A Tribal History von Steven Blush zu den Vorwürfen. Er schildert, dass die Lyrics eine Auftragsarbeit waren, er sich aber mit den grundsätzlichen Aussagen damals einverstanden erklärte.
Die Hardcore-Punk-Szene selbst warf der Band vor, der British National Front und anderen rechtsextremen Organisationen nahezustehen. Einen weiteren Beleg sahen die Kritiker im Cover-Artwork des Debütalbums, einem Ausschnitt des Fotos Der letzte Jude in Winniza, das die Exekution eines Juden zeigt. Es wurde später zwischenzeitlich entfernt und durch ein neutrales, schwarzes Cover ersetzt. Das Album ist allerdings – mit einem neutralen Pappumschlag – wieder mit dem Original-Cover erhältlich. Maximumrocknroll, das größte Punk-Fanzine der USA, kritisierte die Gruppe aufgrund ihres martialischen Outfits und der Zugehörigkeit zur Skinhead-Szene. Andere Fanzines reagierten ähnlich.

„Sie (Anm.: gemeint ist das Maximumrocknroll) nannten uns Nazis, weil wir als Skinhead-Band begonnen hatten. Völliger Schwachsinn. In unseren Texten wenden wir uns deutlich gegen Faschismus“

Im Lied Fascist Attitudes (1984, Victim in Pain) heißt es dazu:

„Your fascist attitudes – we need the least
With a scene that’s fighting for unity & peace
Don’t need more anger; no more danger
Don’t need to hate; stop before it’s too late“

„Eure faschistischen Ansichten – brauchen wir am wenigsten
in einer Szene, die für Einheit und Frieden kämpft
Wir brauchen keine weitere Wut, keine weitere Gefahr
Müssen nicht hassen; hört auf, bevor es zu spät ist.“

Eine weitere Problematik sind die patriotischen bis nationalistischen Züge, die die Gruppe von Zeit zu Zeit erkennen lässt. Auf dem Livealbum Live at CBGB wird die Pledge of Allegiance, das Treuegelöbnisses gegenüber der US-amerikanischen Nation und der Flagge der Vereinigten Staaten, zusammen mit dem Publikum aufgesagt. Das Treuegelöbnis wird in den USA oft bei öffentlichen Veranstaltungen rezitiert. Das Cover zeigte Agnostic Front ebenfalls als patriotische Band. Abgebildet ist die amerikanische Flagge, im Vordergrund befinden sich Springerstiefel mit roten Schnürsenkeln. Die Flagge wurde auch auf anderen Veröffentlichungen benutzt und prangte bei verschiedenen Liveauftritten im Bühnenhintergrund. In der amerikanischen Punkszene war dies jedoch jahrelang verpönt und deckte sich nicht mit dem linken Selbstverständnis der Hardcore-Punk-Szene. Diese Ausrichtung von Agnostic Front steht im Gegensatz zu den oft amerikakritischen Texten der Gruppe und teilweise auch ihrer eigenen Überzeugung:

„Wir sind gegen Krieg, gegen die Religion und gegen die Gesellschaft. Wir sind auch gegen alle Regeln. Niemand hat das Sagen. Wir sind ein Produkt der Reagan-Ära. Unter Reagan entstand die erste Hardcore-Welle. Das ist die gute Seite der Politik. Bush wird bestimmt eine neue Generation von Hardcore-Kids hervorbringen.“

Die Kritik an Agnostic Front orientiert sich nicht nur an den erwähnten patriotischen bis rassistischen Zügen. Gerade in frühen Jahren war die Gruppe zusätzlich massiv antikommunistisch und antianarchisch geprägt, was sie von den stark sozialistischen Gruppen des frühen Hardcore Punk unterschied. In einem der Standardwerke zur Punkszene, Craig O’Haras The Philosophy of Punk. Die Geschichte einer Kulturrevolte, wird Miret zudem mit homophoben Äußerungen zitiert:

„Ich schlage keine Schwulen. Aber sie sollen auf der Westside bleiben. Wenn ich sehe, wie ein Typ sich in den Schritt fasst und sich die Lippen leckt, hau ich ihn um. Ich habe Freunde, die schwul sind. Aber ich will nicht wissen, was sie tun.“

Das ambivalente Verhältnis zu diesen Themen und die harte Musik machen die Gruppe auch für die Rechtsrock-Szene interessant. Die Tonträger von Agnostic Front werden im rechten Versandhandel angeboten und in der Szene auch rezipiert. Die Konzerte werden teilweise von rechten Musikfans besucht. Die Band wird daher auch als Wegbereiter für den rechtsextremen Hatecore gesehen.

### Bedeutung

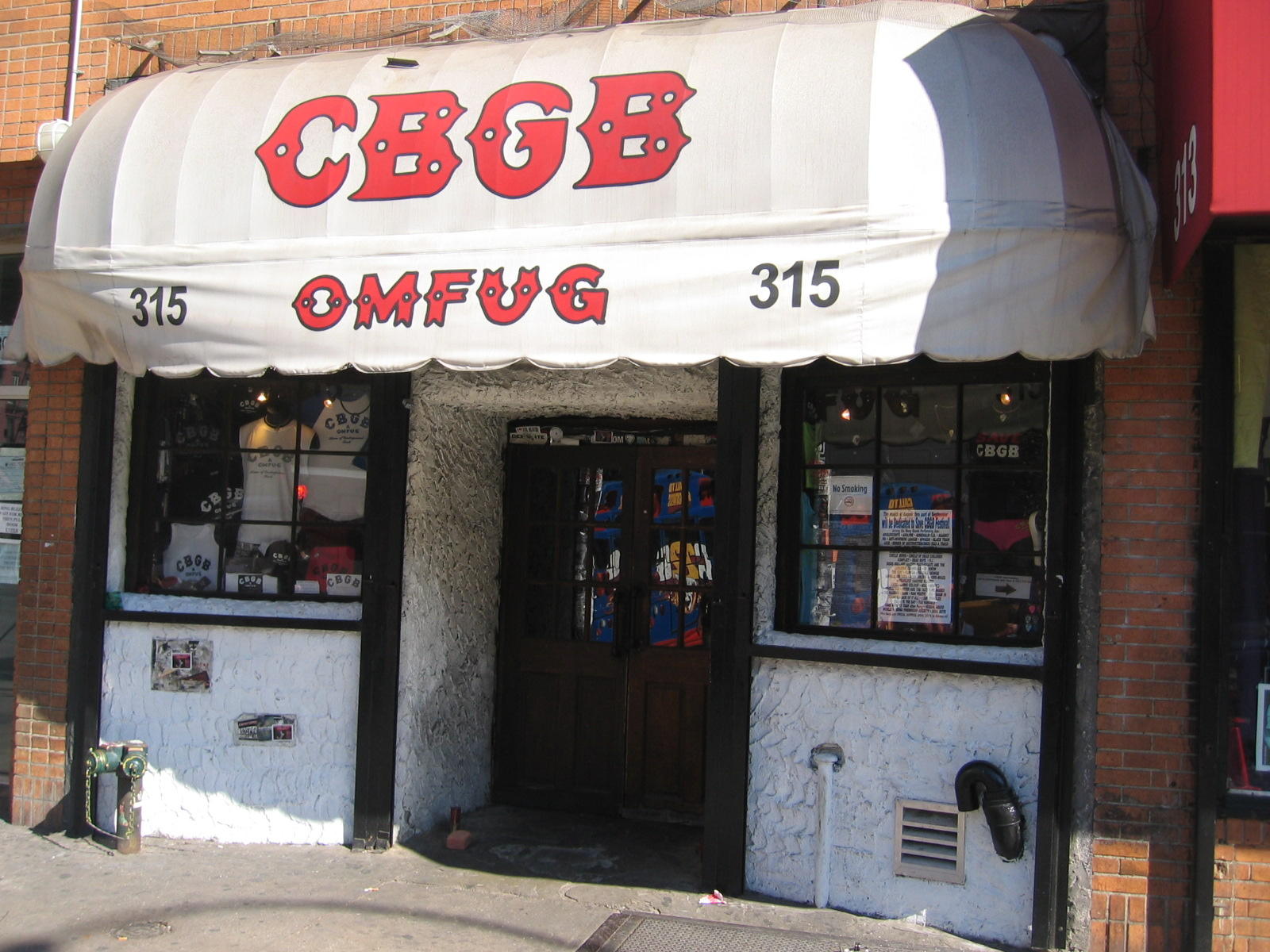
Das CBGB war bis zur Schließung 2006 ein beliebter Auftrittsort für Agnostic Front

Agnostic Front war und ist ein Einfluss für verschiedene Musikszenen und Bands. Sie prägten maßgeblich die New Yorker Hardcore-Szene, die anfangs nur aus ihnen, den Bad Brains, die Anfang der 1980er nach New York umgezogen waren, und den Cro-Mags bestand. Gerade zu Beginn der 1980er war die New Yorker Szene auch bekannt für gewalttätige Ausschreitungen und Gewalt innerhalb der Szene. Agnostic Front beeinflussten mit ihrem Tough-Guy-Image, ihrem Outfit als Skinheads und ihren Texten diese Entwicklung sehr stark. Auch die zweite Hardcore-Welle Mitte der 1980er prägten sie maßgeblich. So waren sie unter anderem Vorbild für Sick of It All. Die herausragende Bedeutung von Agnostic Front für die New Yorker Hardcore-Szene zeigt sich auch an der großen Anzahl an Coverversionen, die von anderen Bands eingespielt wurden. Unter anderem coverten Visual Discrimination, Crucial Youth, Napalm Death und Madball Lieder der Gruppe.
Gleichzeitig bildeten sie zusammen mit den Cro-Mags und Murphy’s Law ein weiteres Standbein für den Club CBGB, in dem Agnostic Front und die befreundeten Bands sehr häufig auftraten. Ohne den Zuspruch der New Yorker Hardcore-Szene hätte der Club in den 1980ern nicht aufrechterhalten werden können. Jeden Sonntag fanden Matinees der Hardcore-Szene statt, die später auch von den Straight-Edge-Bands der zweiten Welle, wie Gorilla Biscuits und Youth of Today, frequentiert wurden. Durch den stark ausgeprägten Gangcharakter beider New-Yorker-Szenen wandelte sich dies jedoch Anfang der 1990er Jahre, da die Schlägereien, Verletzungen und Beschädigungen immer weiter zunahmen. Hilly Kristal veranstaltete daraufhin immer weniger Hardcore-Konzerte. Erst später entspannte sich die Lage wieder. Agnostic Front sind sehr stolz auf die enge Zusammenarbeit mit dem Club. Sämtliche Livealben von Agnostic Front wurden dort aufgenommen und sie spielten auch als Headliner des letzten „Hardcore Matinees“ am 8. Oktober 2006, eine Woche vor der endgültigen Schließung des berühmten Rock-Clubs. Ebenso verewigten sie den Club-Namen in dem Lied Take Me Back vom Another Voice-Album: „CBGB’s where it all began / The Music. The lifestyle we represent“ (deutsch: „Das CBGB ist es wo alles begann. / Die Musik, den Lebensstil, den wir repräsentieren“).
Neben dem CBGB beeinflussten Agnostic Front auch die Karriere von Don Fury, der nach der United Blood-Single und dem Debütalbum Victim in Pain zu einem der angesagtesten Produzenten des US-amerikanischen Hardcore Punks wurde. Durch die Zusammenarbeit mit Agnostic Front wurde sein kleines Tonstudio Anziehungspunkt für die gesamte New Yorker Szene, nachdem er bis 1984 kaum Aufträge verbuchen konnte. Für Agnostic Front produzierte er später noch One Voice (1992) und Live at CBGB (2006). Er arbeitete unter anderem mit Youth of Today, Sick of It All und den Gorilla Biscuits zusammen. Fury ist auch heute noch aktiv und produziert unter anderem für die Bands Shelter, CIV und Glassjaw.
Mit der Wandlung von einer Hardcore- zu einer Crossover-Band vollzog die Gruppe einen weiteren bedeutenden Schritt und zählte zu den ersten Wegbereitern der Vermischung von Hardcore mit Thrash Metal. Weitere New Yorker-Bands aus diesem Dunstkreis waren S.O.D./M.O.D. und Anthrax. Der Entwicklung schlossen sich weitere Gruppen wie Gang Green und SS Decontrol weitgehend erfolglos an. Neben wenigen Ausnahmen konnten erst zu Beginn der 1990er Jahre Bands wie Biohazard und Rage Against the Machine von Vorreitern wie Agnostic Front profitieren. Obwohl Cause for Alarm das meistverkaufte Album aus ihrem Backkatalog ist, war die Rezeption, vor allem in der damaligen US-amerikanischen Hardcore-Punk-Szene nicht durchgehend positiv. Neben der politischen Kritik, die weiter oben erläutert wurde, wurde auch die Verschmelzung mit dem Metal kritisiert. Agnostic Front verloren viele Altfans, die diesen Weg nicht mitgehen wollten. Agnostic Front spielten nun auch Metalkonzerte, zum Beispiel im Vorprogramm von Exodus und Slayer. Dies ging so weit, dass Harley Flanagan, Sänger der Cro-Mags und alter Weggefährte, bei einem Gig eine Langhaarperücke und ein Agnostic-Front-T-Shirt anzog, um seine Freunde auf die Schippe zu nehmen.

„Look, what happened was a mistake. I was never for it. In fact, I quit the band. I just wasn’t into that songs. (…) But as much as I’d say it was a mistake, Cause for Alarm sold the best of all our early albums.“

„Schau, was passiert ist, war ein Fehler. Ich war nie dafür. Tatsächlich habe ich sogar die Band verlassen. Aber obwohl ich sage, dass es ein Fehler war, muss man auch sagen, dass sich Cause for Alarm am besten von all unseren alten Alben verkauft hat.“

Auch die Entwicklung des Metalcore wurde von Agnostic Front geprägt. Agnostic Front scheinen dieser Szene sehr zugeneigt, dies zeigt unter anderem die Tatsache, dass sie immer wieder mit Bands dieses Genres auf Tour gehen, wie zum Beispiel mit Hatebreed, Born from Pain und Terror oder dass sie von Musikern wie Jamey Jasta (Hatebreed) unterstützt werden. Allerdings resultiert dies aus Solidarität zur New Yorker Szene, nicht aus kommerziellen Erwägungen:

„Zu erstmal kann man nicht abstreiten, dass der so genannte Metalcore sehr populär ist. Aber die Hardcore-Szene kann nichts für diese Strömung. Diese neuen Bands stammen überwiegend aus der Metal-Szene. Die Hardcore-Szene hingegen kommt ursprünglich aus dem Punk. (…) Ich sehe im sogenannten Metalcore keine Rebellion und keinen Unity-Gedanken. Ich sehe lediglich eine Musikströmung, die zurzeit mächtig im Trend liegt.“

Das deutschsprachige Online-Magazin laut.de setzte Agnostic Front 2018 in seiner globalen Liste „Die 30 besten Hardcore-Bands“ auf Platz 5.

## Galerie

Agnostic Front beim Metal Frenzy Open Air 2024
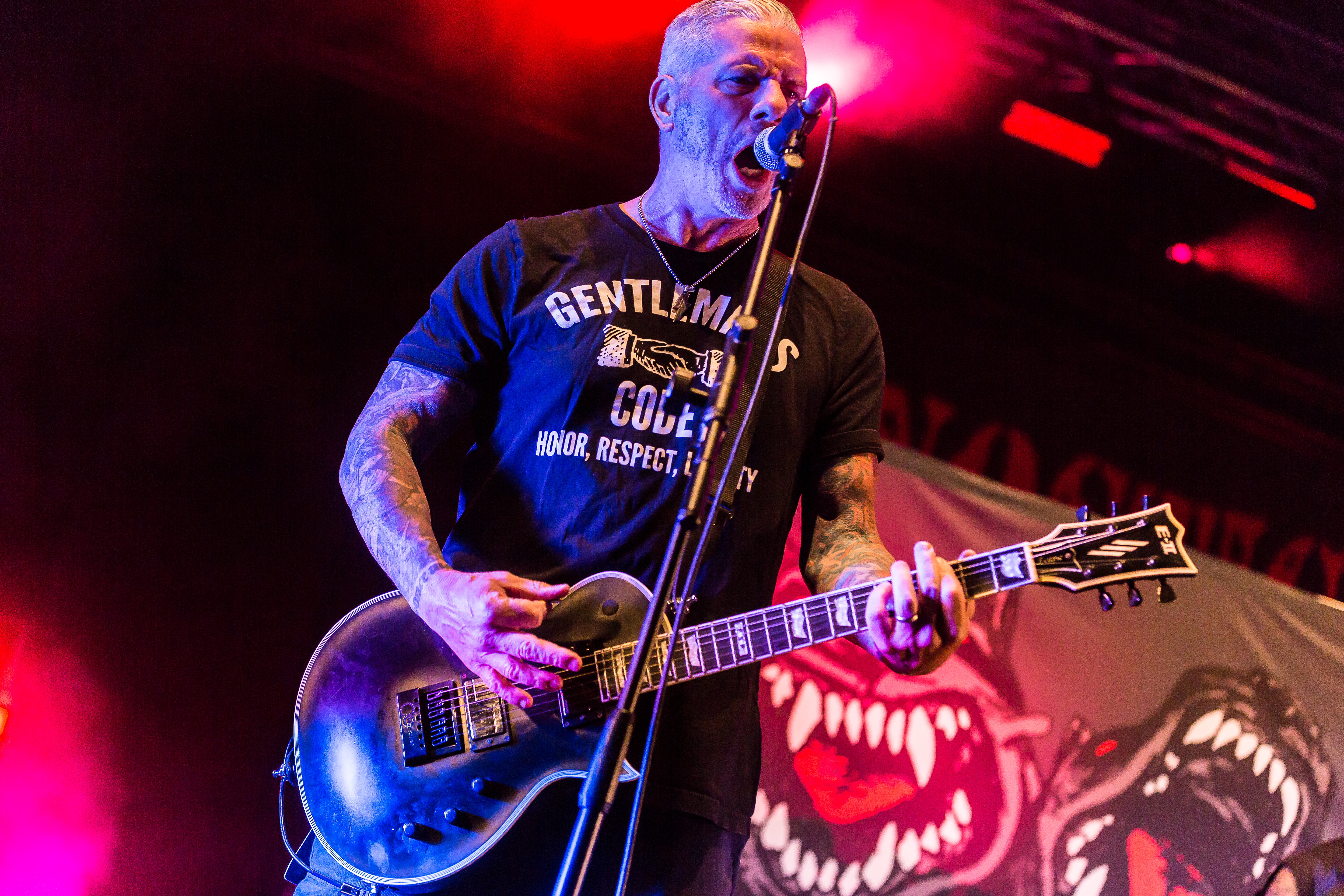
Craig Silverman
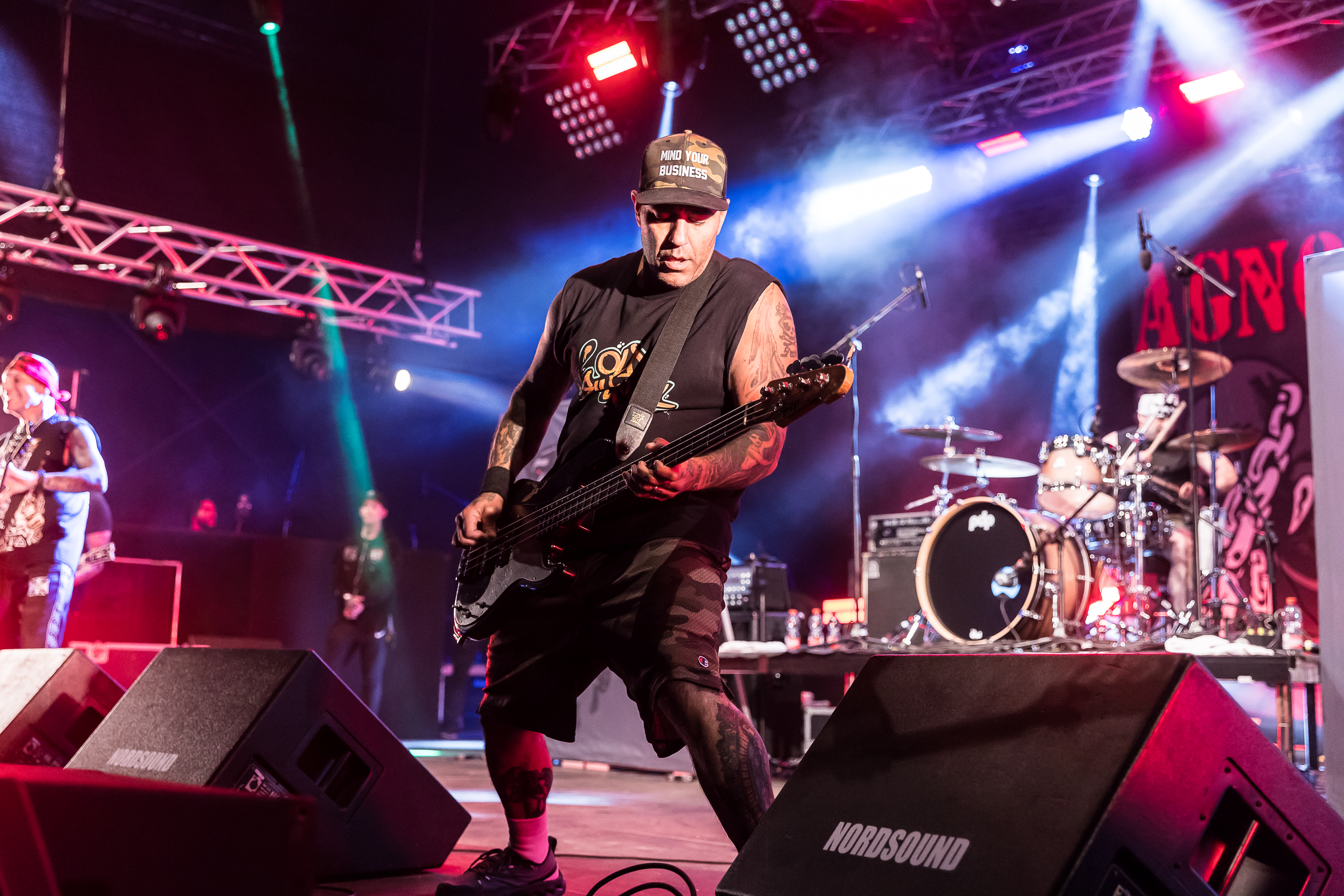
Mike Gallo
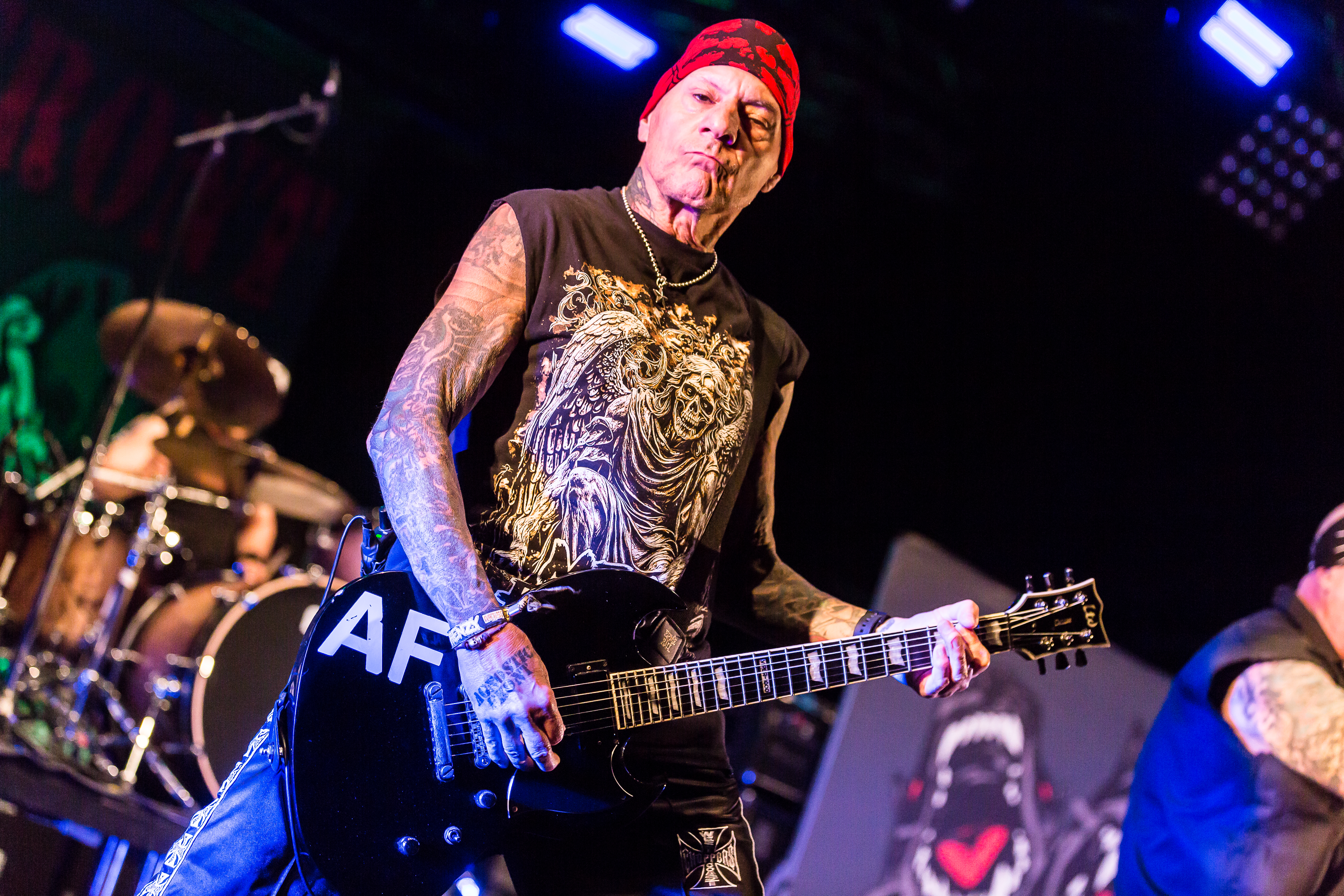
Vinnie Stigma
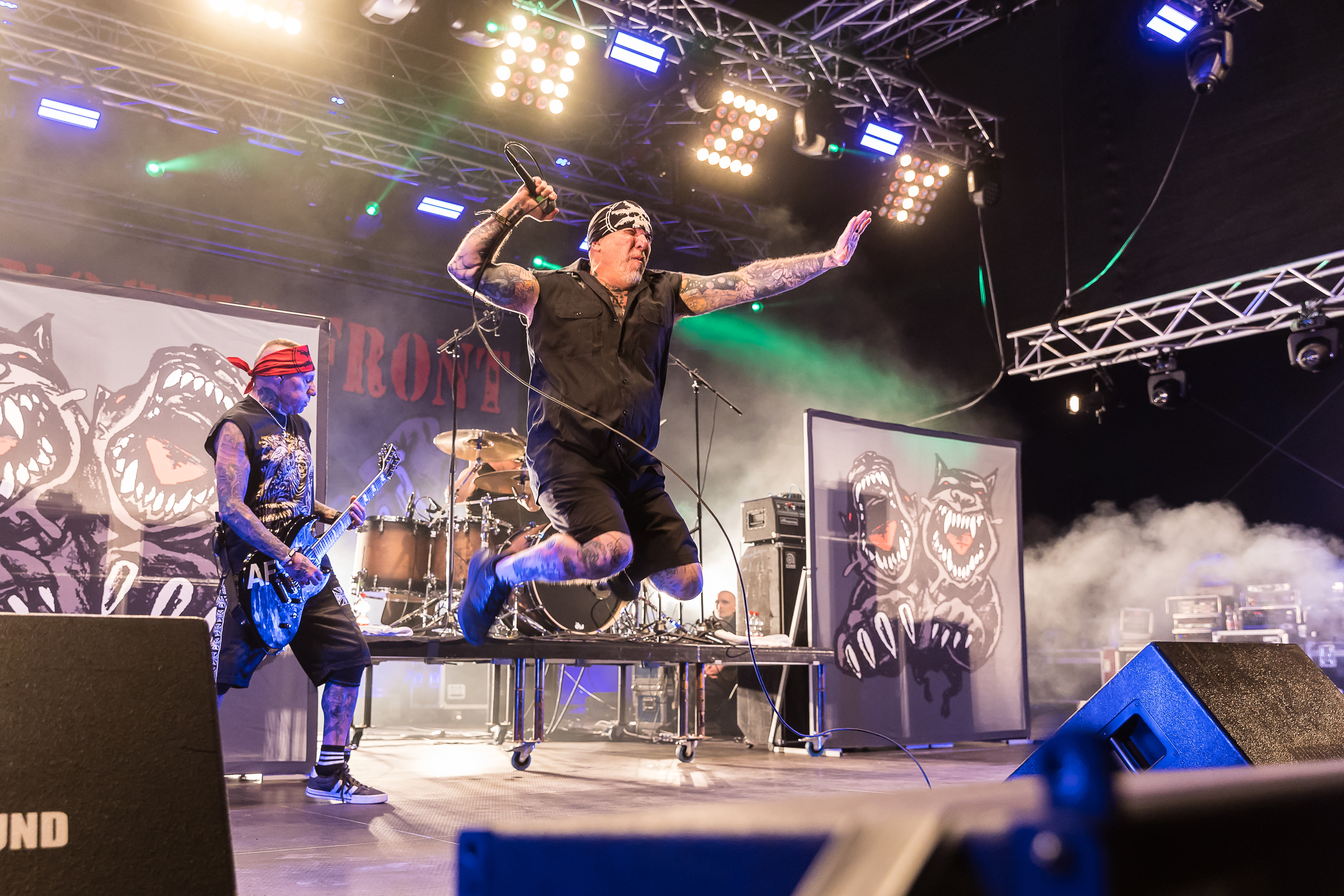
Roger Miret
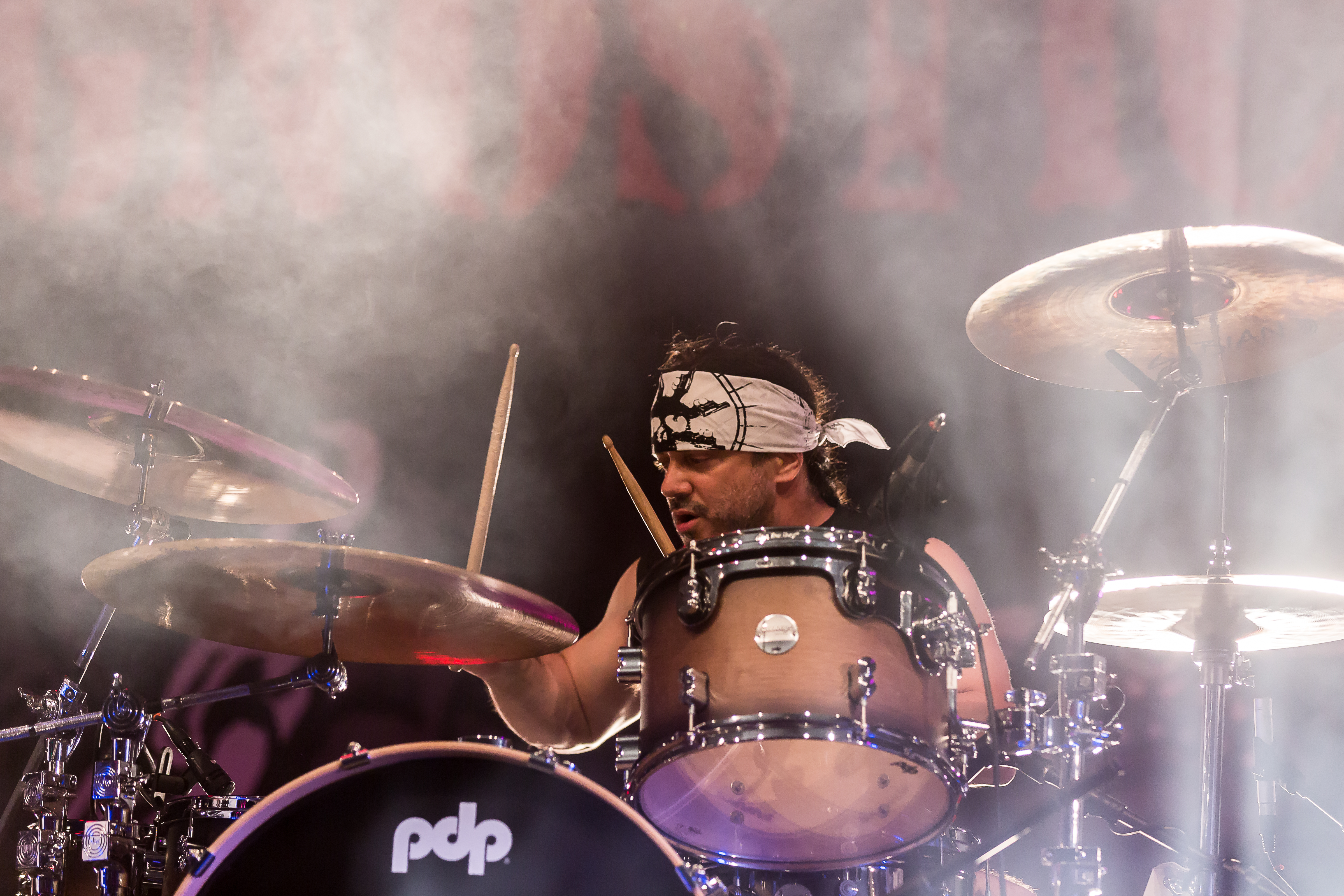
Danny Lamagna

## Diskografie

### Alben
- 1984: Victim in Pain (Rat Cage Records)
- 1986: Cause for Alarm (Combat Records)
- 1987: Liberty & Justice for… (Combat Records)
- 1992: One Voice (Relativity Records)
- 1998: Something’s Gotta Give (Epitaph Records)
- 1999: Riot, Riot, Upstart (Epitaph Records)
- 2001: Dead Yuppies (Epitaph Records)
- 2004: Another Voice (Nuclear Blast)
- 2007: Warriors (Nuclear Blast)
- 2011: My Life, My Way (Nuclear Blast)
- 2015: The American Dream Died (Nuclear Blast)
- 2019: Get Loud! (Nuclear Blast)

### Livealben und Kompilationen
- 1989: Live at CBGB (In-Effect)
- 1993: Last Warning (Roadrunner Records)
- 1995: Raw Unleashed (Grand Theft Audio)
- 2006: Live at CBGB (Nuclear Blast)
- 2006: Live & Loud in New York (als Beilage der Kompilation NYHC: Barks Of The Underdogs von Street Justice Records)
- 2007: To Be Continued – The Best of (Street Justice Records)

### Singles und Split-Veröffentlichungen
- 1983: United Blood (EP, Rat Cage Records)
- 1998: Puro des Madre (Single, Hellcat Records)
- 1999: Police State 7″ (Epitaph Records)
- 1999: Unity (Split-CD/EP mit Dropkick Murphys, Flat Records)
- 2001: Por Vida 7″ (Grapes of Wrath)
- 2002: Working Class Heroes (Split-CD/LP mit Discipline, Knock Out Records/I Scream Records)
- 2003: Believe (Picture-10″, Vacation House Records)
- 2007: For My Family (Single, Bridge Nine Records)
- 2015: Police Violence (Single, Nuclear Blast)